# اللكمه عينان (السبرة)

تعديل مصدري - تعديل

اللكمه عينان محلة تابعة لقرية الرخمة، التابعة لعزلة عينان بمديرية السبرة إحدى مديريات محافظة إب في الجمهورية اليمنية.، بلغ تعداد سكانها 171 حسب تعداد اليمن لعام 2004.